# Politique aux îles Malouines

Carte des deux circonscriptions des îles Malouines

Les Îles Malouines sont un archipel de l'Atlantique Sud constituant un territoire d'outre-mer autonome du Royaume-Uni organisé sous la forme d'une monarchie parlementaire. Selon la Constitution de 2009, l'archipel dispose d'une autonomie interne complète. Le Royaume-Uni est seulement responsable des affaires étrangères bien qu'il garde le pouvoir de protéger ses intérêts et d'assurer la bonne gouvernance du territoire. Les îles font partie de la Couronne britannique, et le roi du Royaume-Uni Charles III en est nominalement chef de l'État, représenté par un gouverneur.
Le Gouverneur agit sur avis du Conseil exécutif des Îles Malouines, organisé sous la forme d'un directoire composé du chef de l'exécutif, du directeur des finances et du Président de l'assemblée, pour des mandats d'un an renouvelables.
Le parlement est monocaméral. Son unique chambre, l'Assemblée législative des îles Malouines, est composée de 11 membres dont 8 élus pour 4 ans selon un mode de scrutin plurinominal majoritaire dans 2 circonscriptions de 5 et 3 sièges chacune, correspondant à la capitale, Stanley et au reste du territoire, dit Camp. Les habitants votent pour autant de candidats qu'il y a de sièges dans leur circonscription, et ceux ayant réuni le plus de suffrages sont déclarés élus. À ces 8 membres élus s'ajoutent les membres du Conseil exécutif, qui siègent mais n'ont pas le droit de vote.
Il n'existe pas de parti politique aux îles Malouines. Tous les candidats se présentent donc sans étiquette.